# Myotis aurascens
Murin doré
Espèce
Statut de conservation UICN

 LC  : Préoccupation mineure
Le Murin doré (Myotis aurascens) est une espèce de chauves-souris de la famille des Vespertilionidae, proche du Murin à moustaches (M. mystacinus).

## Répartition
Cette espèce est présente dans une zone continue s'étalant de la Grèce à la mer Caspienne, et a été signalée dans le Nord de l'Italie et en Croatie.